# سیارک ۸۰۷۸
سیارک ۸۰۷۸ (به انگلیسی: 8078 Carolejordan، نامگذاری:1986RS2) هشت هزار و هفتاد و هشتمین سیارک کشف شده‌است که در ۶ سپتامبر ۱۹۸۶ کشف شد.
قدر مطلق سیارک برابر ۱۳٫۸۰ است.